# Чубукаран (Слакбашевский сельсовет)
Чубукаран (баш. Сыбыҡаран) — деревня в Белебеевском районе Башкортостана, относится к Слакбашевскому сельсовету.

## Население
| 2002 | 2009 | 2010 |
| ---- | ---- | ---- |
| 33   | ↘27  | ↘25  |

Национальный состав
Согласно переписи 2002 года, преобладающая национальность — чуваши	(94 %)

## Географическое положение
Расстояние до:
- районного центра (Белебей): 35 км,
- центра сельсовета (Слакбаш): 10 км,
- ближайшей ж/д станции (Глуховская): 13 км.

## История
Название происходит от назв. реки Сыбыкаран (сыбы ‘долина’ и каран ‘полынья’).